# Gruffy
Gruffy é uma comuna francesa na região administrativa de Auvérnia-Ródano-Alpes, no departamento da Alta Saboia. Estende-se por uma área de 14.44 km². Em 2010 a comuna tinha 1 608 habitantes (densidade: 111,4 hab./km²).